# Ясмунд
Ясмунд (нім. Jasmund) — півострів острова Рюген в землі Мекленбург-Передня Померанія, Німеччина.
Ясмунд пов'язаний із півостровами Віттов і Мутланд вузькими косами Шааб (нім. Schaabe) і Шмаль Хайде (нім. Schmale Heide). На острові розташовані міжнародні поромні термінали Зассніц, Загард і Мукран.

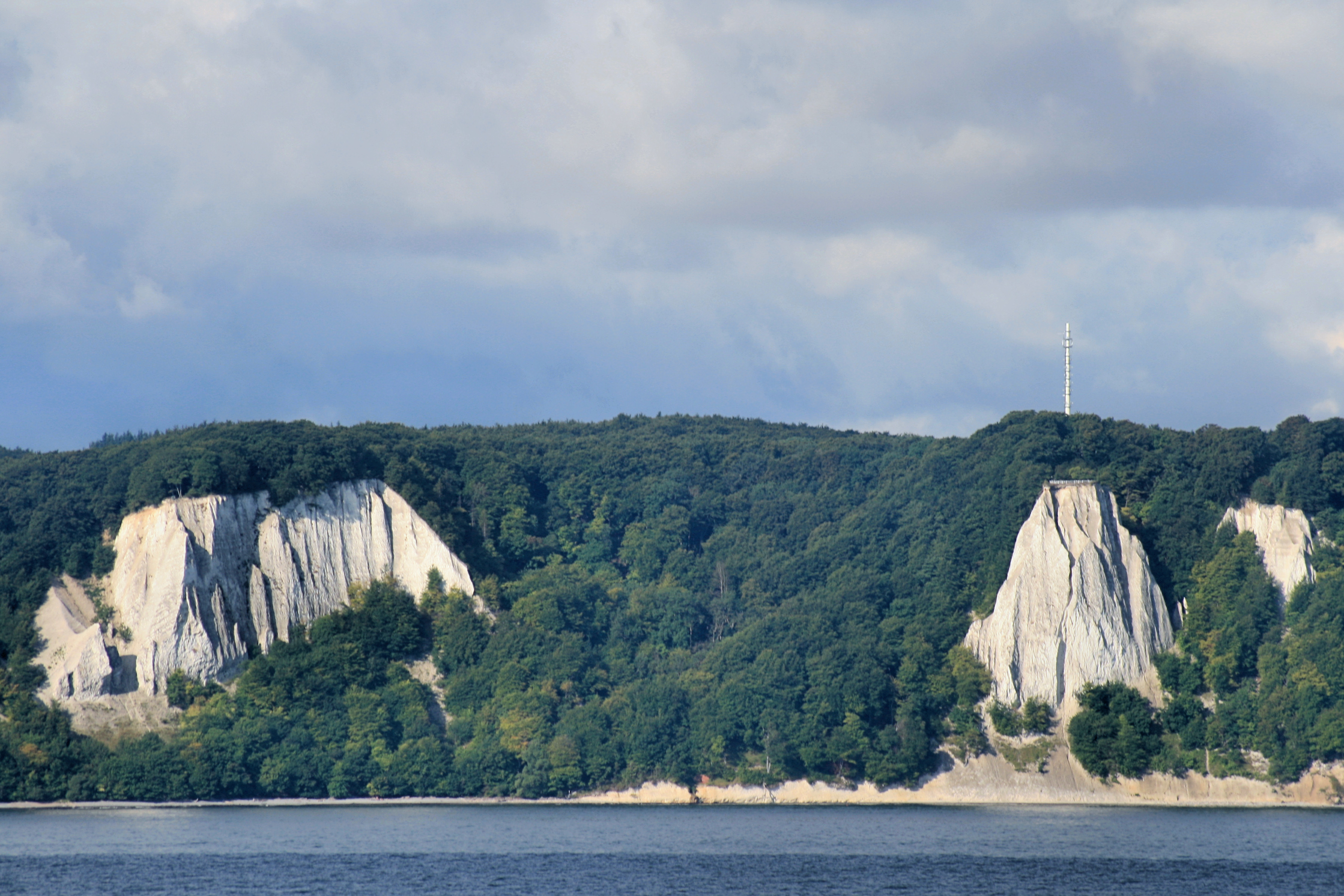
«Національний парк Ясмунд». Крейдяні скелі

Ясмунд також відомий крейдяними скелями в «Національному парку Ясмунд» — заповіднику на північному сході острова Рюген.